# Jogadora Mundial da FIH
O Jogadora Mundial da FIH é um prêmio individual que a Federação Internacional de Hockey (FIH) decidiu instaurar no ano 1998 com o objectivo de reconhecer à melhor jogadora do mundo. Assim mesmo desde o ano 2001 também entrega os correspondentes galardões para os sub-23.

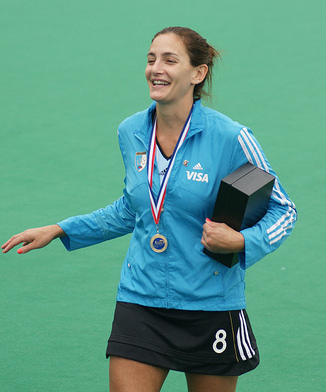
Luciana Aymar, é a única jogadora de hockey em ganhar o prêmio em oito ocasiões. Isso a converte numa das melhores jogadoras da história do hockey